# Johannes Pitzner
Johannes Ernst Ludvig Markus Pitzner (7. juni 1865 i København – 1. september 1933 i Fissau) var en dansk bagermester og politiker, der repræsenterede Det Konservative Folkeparti i Folketinget fra 1918 til sin død. 
Han var søn af bagermster J.H.L. Pitzner og hustru f. Rasmussen. Pitzner blev udlært bagersvend i 1882. Han blev selvstændig i 1890 og blev senere en nøglefigur i Københavns Bagerlaug, hvor han avancerede til bestyrelsesmedlem 1898, viceoldermand 1899, oldermand 1903 og æresoldermand fra 1918.
Fra 1905 var han direktør for De forenede Bagermestres Rugbrødsfabrik på Nørrebro, der lå i konkurrence med Arbejdernes Fællesbageri nogle gader væk og var bestyret af bagermester C.C. Andersen, der også sad på tinge. I 1915 blev han formand for Fællesrepræsentationen for dansk Industri og Haandværk, hvilket han var til sin død. Han blev valgt til Folketinget i 1918 og var bl.a. medlem af Finansudvalget samt gruppeformand (1920-1922). Pitzner var medlem af Folketinget til sin død. Han var desuden medlem af sognerådet i Gladsaxe-Herlev 1904-09 og af Dansk Arbejdsgiverforenings hovedbestyrelse fra 1913, formand for kontrolrådet i Arbejdsgivernes Ulykkesforsikring fra 1918, formand for Håndværkerbankens bankråd, medlem af bestyrelsen og forretningsudvalget for Teknologisk Institut og næstformand i bestyrelsen for A/S Københavns Brødfabrikker.
Pitzners hjem var fra 1897 ejendommen Marielyst i Herlev. Han ejede desuden en gård i Fissau i Slesvig-Holsten.
Han var Kommandør af 2. grad af Dannebrogordenen og Dannebrogsmand.
Han blev gift 18. juli 1890 med Helene f. Bendtsen.